# Кузнецова, Татьяна Вячеславовна
Татья́на Вячесла́вовна Кузнецо́ва (6 марта 1933, Москва, СССР — 26 декабря 2011, Москва, Россия) — советский и российский учёный-документовед, профессор (1989), заслуженный профессор Российского государственного гуманитарного университета (2006).

## Биография
В 1951 году после окончания средней школы поступила в Московский историко-архивный институт (МГИАИ). В студенческие годы — сталинский стипендиат и староста кружка источниковедения под руководством С. О. Шмидта.
В 1956 году окончила МГИАИ и продолжила в нём работать до конца своей жизни.
С 1956 года — старший лаборант кафедры истории и организации архивного дела. В 1960 году поступила в аспирантуру, и после её окончания в 1963 году назначена на должность преподавателя МГИАИ. В 1966 году защитила диссертацию на соискание учёной степени кандидата исторических наук по теме «Развитие городского хозяйства Москвы 1917—1925 гг.».
С 1970 года — доцент, а с 1979 года заведующая кафедрой советского делопроизводства (впоследствии — кафедра документоведения и организации государственного делопроизводства, кафедра государственного делопроизводства, кафедра документоведения). С 1987 года — председатель учебно-методической комиссии по специальности «Документоведение и документационное обеспечение управления» учебно-методического объединения вузов РФ.
В 2006 году присвоено почетное звание «Заслуженный профессор Российского государственного гуманитарного университета».
Являлась основателем специальности «Документоведение и документационное обеспечение управления» в советской и российской высших школах. При ее поддержке специальность открыта в более чем в ста вузах СССР и РФ. Разработчик государственных образовательных стандартов по специальности «Документоведение и документационное обеспечение управления» первого (1996) и второго (2000) поколений, федерального государственного образовательного стандарта высшего профессионального образования по направлению подготовки «Документоведение и архивоведение» (2009).
Под её руководством защищено 27 диссертаций по специальности «Документалистика, документоведение и архивоведение».
Скончалась 26 декабря 2011 года. Похоронена на Химкинском кладбище (участок 3).

## Членство в научных ассоциациях, редакциях
- Председатель Учебно-методического совета по специальности «Документоведение и документационное обеспечение управления».
- Главный редактор профессиональных периодических изданий «Секретарское дело» (1996—2006), «Делопроизводство» (с 1997).
- Член редколлегии, ведущая раздела «Кадровое делопроизводство» в журнале «Трудовое право».
- Член-корреспондент Международной академии информатизации.
- Член Российского общества историков-архивистов (секция «Документоведение и делопроизводство»).
- Председатель учебно-методической комиссии по специальности «Документоведение и документационное обеспечение управления».

## Награды
- Орден «Знак Почёта» (1981)
- Медаль «В память 850-летия Москвы»
- Медаль «Ветеран труда»
- Нагрудный знак «Почетный архивист» (1997).

## Основные работы
Труды посвящены различным аспекты документоведения и делопроизводства — развитие формуляра документа в России, история профессии, разработка методик рационализации делопроизводства, способы документирования и материалы для письма, современная регламентация делопроизводства в РФ, организация работы службы документационного обеспечения управления и технология работы с документами, роль документа в аппарате управления, кадровое делопроизводство и др..
- Кузнецова Т. В., Дремина Г. А. Центральный государственный архив СССР в г. Ленинграде. — М.: Изд-во МГИАИ, 1959. — 63 с.
- Кузнецова Т. В., Илюшенко М. П., Лившиц Я. З. Документоведение: Документ и системы документации. — М.: Изд-во МГИАИ, 1977. — 84 с.
- Системы документирования. — М.: Изд-во МГИАИ, 1977. — 92 с.
- Кузнецова Т. В., Подольская И. А. Методы обследования, анализа и проектирования делопроизводства. — М.: Изд-во МГИАИ, 1982. — 86 с.
- Кузнецова Т. В., Илюшенко М. П. Формуляр документа. — М.: Изд-во МГИАИ, 1986. — 86 с.
- Кузнецова Т. В., Илюшенко М. П. Основы документоведения. — М.: Изд-во МГИАИ, 1988. — 64 с.
- Кузнецова Т. В., Мосягина О. В., Овчинникова Н. В.Организация и документирование работы с предложениями, заявлениями и жалобами граждан. — М.: Изд-во РГГУ, 1992. — 77 с.
- Делопроизводство в бухгалтерии. — М.: «Бугалтерский бюллютень», 1996.
- Секретарское дело. — М.: «Интел-синтез», 1997.
- Делопроизводство. Документационное обеспечение управления. — М.: «Интел-синтез», 1999.
- Делопроизводство. Организация и технологии документационного обеспечения управления. — М.: «Юнити-дана», 2000. — 359 с.
- Секретарское дело. Изд. 4-е, испр. и доп. — М.: «Интел-синтез», 2001. — 327 с.
- Секретарское дело. Изд. 5-е, испр. и доп. — М.: «Интел-синтез», 2002. — 342 с.
- Делопроизводство. Документационное обеспечение управления. Изд. 4-е, испр. и доп. — М.: «Управление персоналом», 2003. — 405 с.
- Делопроизводство, 2004.
- Кузнецова Т. В., Кузнецов С. Л. Кадровое делопроизводство. Традиционные и автоматизированные технологии. — М.: «Интел-синтез АПР», 2005. — 399 с.
- Секретарское дело. Изд. 6-е, испр. и доп. — М.: «Управление персоналом», 2006. — 341 с.
- Делопроизводство. Документационное обеспечение управления. 5-е изд., испр. и доп. — М. : «Управление персоналом», 2007. — 520 с.
- Делопроизводство в бухгалтерии, 2007.
- Кадровое делопроизводство, 2008.